# Jekyll und Hyde – Die schärfste Verwandlung aller Zeiten
Jekyll und Hyde – Die schärfste Verwandlung aller Zeiten ist eine US-amerikanische Fernseh-Komödie aus dem Jahr 1982. Die Literaturverfilmung ist eine Neuinterpretation von Robert Louis Stevensons Schauernovelle Der seltsame Fall des Dr. Jekyll und Mr. Hyde.

## Handlung
Der beste Chirurg der Welt Dr. Daniel Jekyll soll an Hubert Howes die erste Totaltransplantation durchführen. Allerdings will er die Chirurgie aufgeben, damit er sich mehr der Forschung widmen kann, um eine Droge herzustellen, die nicht nur alle Leiden und Krankheiten der Menschheit heilt, sondern auch das Animalische mit der Vernunft verbinden kann. Der Krankenhausleiter Dr. Carew ist davon wenig begeistert, weswegen er ihn mit allen nur erdenklichen Argumenten überzeugen will, diese Operation doch durchzuführen. Doch Jekyll ist fest entschlossen und lässt auch nicht nach, als er kurz vor dem Scheitern seiner Forschung steht. Völlig übermüdet schläft er über seinem Labortisch ein und nimmt dadurch aus Versehen seine Droge auf, sodass er sich in den animalischen Hyde verwandelt. Er erinnert sich an seine Patientin Ivy, bei der er als Dr. Jekyll zu schüchtern war, sie anzusprechen und sucht sie in ihrem Etablissement, dem Madame Woo Woo auf, wo er mit ihr eine wilde Liebesnacht verbringt.
Am nächsten Morgen erwacht er allerdings wieder als Dr. Jekyll, dem die ganze Sache so peinlich und unangenehm ist, dass er sich nicht nur voller Scham und Schande bei seiner Verlobten Mary entschuldigt, sondern auch versucht seine Drogen zu vernichten. Allerdings kann er der Versuchung nicht widerstehen, erneut seine Droge zu benutzen, weswegen er sich wieder in Hyde verwandelt, einen Krankenwagen klaut, Ivy aufspürt und nach einer erneuten Liebesnacht, neben einigen weiteren nackten Männer, wieder als Jekyll erwacht. Als er sich wieder bei Mary entschuldigen will, fasst er zum ersten Mal den Mut, auch mit ihr zu schlafen. Zumindest versucht er es.
Zur Freude Carews hat Jekyll den Entschluss gefasst, die Operation durchzuführen. Doch als er während der Prozedur durch einen Zwischenfall die nackten Brüste einer Krankenschwester sieht, verwandelt er sich, ohne die Droge genommen zu haben, wieder in Hyde. Zwar kann er die Verwandlung zum Teil aufhalten und seine Kollegen um Hilfe bitten. Aber je länger es dauert, desto mehr verwandelt er sich in Hyde, der anschließend zur Erkenntnis kommt, dass er nicht länger als Jekyll leben will, und mit Ivy, sowie Jekylls Stipendium von 500.000 US-Dollar durchbrennen will. Doch um dieses Geld zu bekommen, muss er erst nach London. Als er dort erscheint, betritt er ohne Vorwarnung die Bühne und zieht sein eigenes Programm durch, wodurch er die Teilnehmer so sehr verärgert, dass diese ihn durch die Nacht auf ein Hochhaus jagen, wovon er wiederum runter fällt und halbtot auf der Straße landet. Ivy und Mary entdecken, dass Hyde sich in Jekyll zurückverwandelt und erkennen, dass die Anständigkeit Jekylls Ivy imponiert und die Sexbesessenheit Hydes Mary gefiel, sodass sie beschließen sich diesen Mann, in dem sowohl Gutes als auch Böses innewohnt, zu teilen.
Nachdem sie ihn davon gezerrt haben, dreht sich Robert Louis Stevenson nicht nur im Grabe um, er rotiert regelrecht.

## Kritik
„Als Komödie angelegte Neuverfilmung des Jekyll-und-Hyde-Stoffes, deren leisere Töne und Anspielungen zumeist im Klamauk untergehen.“

## Hintergrund
Der Film wurde am 1. Oktober 1982 in den USA in den Kinos veröffentlicht und konnte etwa 3,7 Mio. US-Dollar einspielen. In Deutschland startete er am 1. Juli 1983 in den Kinos und wurde kurze Zeit später als VHS veröffentlicht.
Als Jekyll sich weitere Medikamente aus der Krankenhausapotheke besorgen will, ist diese wegen des Geburtstages von Timothy Leary geschlossen. Timothy Leary wurde in den 1960er und 1970er Jahren dafür bekannt, dass er den freien und allgemeinen Zugang zu „psychedelischen“ (bewusstseinsverändernden) Drogen wie LSD, Mescalin oder Psilocybin propagierte.